# Суджанский уезд
Суджа́нский уе́зд — административно-территориальная единица Русского царства, Российской империи и РСФСР. Уезд входил в состав Белгородской губернии (1727—1779), Курского наместничества (1779—1796) и Курской губернии (1796—1928). Уездным центром был город Суджа.

## История

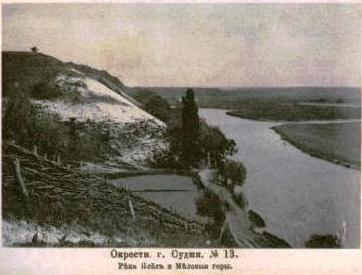
Река Псёл в Суджанском уезде

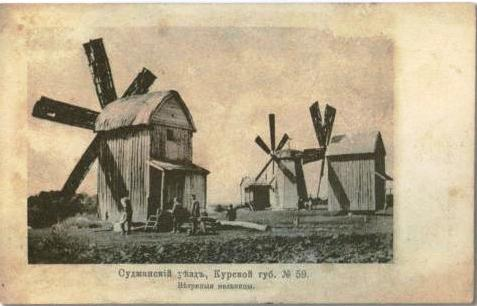
Ветряные мельницы

Суджанский уезд известен как административно-территориальная единица с середины XVII века. Уездным центром была крепость Суджа, основанная по приказанию царя Алексея Михайловича в 1664 году. В XVII — начале XVIII веков Суджанский уезд управлялся воеводами.
Уезд был упразднён как административно-территориальная единица в 1708 году в ходе областной реформы Петра I, Суджа вошла в состав Киевской губернии.
В 1719 году губернии были разделены на провинции, Суджа отошла к Белгородской провинции.
В 1727 году из состава Киевской губернии была выделена Белгородская губерния, состоящая из Белгородской, Орловской и Севской провинций. Суджанский уезд был восстановлен и входил в состав Белгородской провинции Белгородской губернии.
В 1779 году в результате губернской реформы Екатерины II Белгородская губерния была упразднена. Суджанский уезд, границы которого были пересмотрены, вошёл в состав Курского наместничества.
В 1796 году Курское наместничество было преобразовано в Курскую губернию. Уезды были укрупнены. К Суджанскому уезду были присоединены большие территории упразднённых Хотмыжского и Миропольского (включая город Мирополье) уездов, входивших ранее в состав Харьковского наместничества.

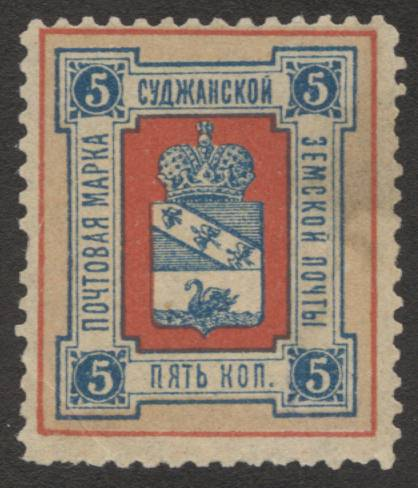
Земская марка. Суджанский уезд (№ 3 (1890 г.))

В 1802 году, в связи с разукрупнением административно-территориальных единиц, границы Суджанского уезда были пересмотрены.
Весной 1918 года большая часть Суджанского уезда была оккупирована войсками Германской империи. Город Суджа находился в так называемой «нейтральной зоне», установленной перемирием на германо-украинском фронте 5 мая 1918 года.
В период между 1918 и 1924 годами многократно пересматривался состав и названия входивших в уезд волостей и сельсоветов.
По постановлению Президиума ВЦИК от 12 мая 1924 года Суджанский уезд был упразднён, а его территория разделена между Льговским и новообразованным Борисовским уездом. Город Суджа вошёл в состав Льговского уезда.
16 октября 1925 года территория Креничанской волости, входившая ранее в состав Суджанского уезда была передана УССР.
В 1928 году, после ликвидации Курской губернии и перехода на областное, окружное и районное деление, был создан Суджанский район, вошедший в Льговский округ Центрально-Чернозёмной области.

## Население
На территории Курской губернии, в которую входил Суджанский уезд, длительное время происходило взаимодействие культур русских и украинцев. В 1672 году в Суджанском уезде проживало 318 служилых людей. В 1719 году мужское однодворческое население уезда превышало 3,7 тыс. чел. В ревизии населения Курской губернии 1795 года из 593 тыс. населения мужского пола 161 380 являлись украинцами. В переписи 1897 года 56,3% населения Суджанского уезда были украинцами.

## Административное деление
На протяжении XVII — начала XVIII веков состав Суджанского уезда практически не изменялся:
Суджанский уезд
1686
с. Съезжая Поляна — Белица тож, д. Махова, д. Осипова Лука, с. Черный Алех, с. Гуйва, д. Будиши, д. Саморядово, с. Ростворово, д. Сторожевая, д. Хотеж Колодезь, с. Козыревка, д. Бирюковка, д. Моховой колодезь, с. Салдацкое, д. Каменец, с. Скородное, с. Поречное, слободка Конопелька, с. Пушкарное.
1699
с. Поречное, д. Бирюковка, с. Козыревка, д. Моховой колодезь, с. Салдацкое, с. Скородное, д. Каменец, д. Сторожевая, с. Ростворово, д. Саморядово, д. Хотеш колодезь, д. Будиши, с. Чорный Алех, с. Белица, д. Маховая, д. Осипова Лука, слободка Конопелька, с. Пушкарное, с. Мартиновка, с. Гуйва.
1720-е годы

с. Пушкарское, с. Мартыновка, с. Поречное, д. Бирюковка, с. Солдацкое, с. Скородное, д. Каменец, с. Сторожевое, д. Моховой Колодезь, с. Ростворово, с. Козыревка, д. Саморядово, д. Будище, с. Черный Олех, д. Осипова Лука, д. Хотяж Колодезь, с. Белица, д. Маховая, д. Конапелька, с. Пещаное.
В 1890 году в состав уезда входило 14 волостей
| № п/п | Волость           | Волостное правление   | Число селений | Население |
| ----- | ----------------- | --------------------- | ------------- | --------- |
| 1     | Благодатенская    | с. Благодатное        | 15            | 5453      |
| 2     | Больше-Солдатское | с. Большое Солдатское | 5             | 6317      |
| 3     | Беловская         | сл. Белая             | 17            | 23439     |
| 4     | Гоптаровская      | с. Гоптаровка         | 10            | 5843      |
| 5     | Дарьинская        | с. Дарьино            | 3             | 4961      |
| 6     | Замостьенская     | сл. Замостье          | 17            | 23439     |
| 7     | Криниченская      | с. Криничное          | 12            | 7363      |
| 8     | Мало-Локнянская   | с. Малая Локня        | 14            | 8761      |
| 9     | Мартыновская      | с. Мартыновка         | 12            | 8596      |
| 10    | Миропольская      | г. Мирополье          | 9             | 13687     |
| 11    | Ржавская          | с. Ржава              | 13            | 7485      |
| 12    | Скороднянская     | с. Скородное          | 14            | 15875     |
| 13    | Уланковская       | с. Уланково           | 12            | 15897     |
| 14    | Черно-Олешанская  | с. Чёрный Олех        | 11            | 11636     |